# Hypagyrtis
Hypagyrtis es un género de polillas perteneciente a la familia Geometridae. El género fue descrito por primera vez por Jacob Hübner en 1813. Tiene gran distribución en América del Norte.

## Taxonomía
El género muestra un amplio rango de variación y su taxonomía todavía parece no estar del todo establecida. El género ha sido ubicado en varias tribus a lo largo del tiempo: Forbes (1948) lo colocó en Melanolophiini, McGuffin (1977) lo movió a Boarmiini. Hodges et al. (1983) lo movieron a Bistonini y finalmente Rindge (1985) lo movió de nuevo a Boarmiini.
Es un género que necesita estudios y detalles o características moleculares para separar las especies en vista que la coloración, la morfología genital y otros sistemas de caracteres clásicos han dejado dudas considerables.
En todas las variantes, las larvas pasan los inviernos expuestas sobre la corteza o el follaje. Como es el caso en muchas polillas de dos generaciones, las crías en el verano son más pequeños que las crías de la primavera.

## Especies
- Hypagyrtis brendae Heitzman, 1975
- Hypagyrtis caesia (Herrich-Schaffer, 1892)
- Hypagyrtis esther (Barnes, 1928)
- Hypagyrtis globulariae (Guerin-Meneville, 1844)
- Hypagyrtis pallidaria Warren, 1907
- Hypagyrtis piniata (Packard, 1870)
- Hypagyrtis unipunctata (Haworth, 1809)